# ماتلوک، دربی‌شر
latitudeماتلوک، دربی‌شرlongitudeماتلوک، دربی‌شر
ماتلوک، دربی‌شر (به انگلیسی: Matlock, Derbyshire) یک شهرک در بریتانیا است که در انگلستان واقع شده‌است.

## خصوصیات
ماتلوک ۱۰٬۶۸۹ نفر جمعیت دارد.

## خواهرخوانده
شهر اوبون خواهرخواندهٔ ماتلوک، دربی‌شر هست.

## نگارخانه

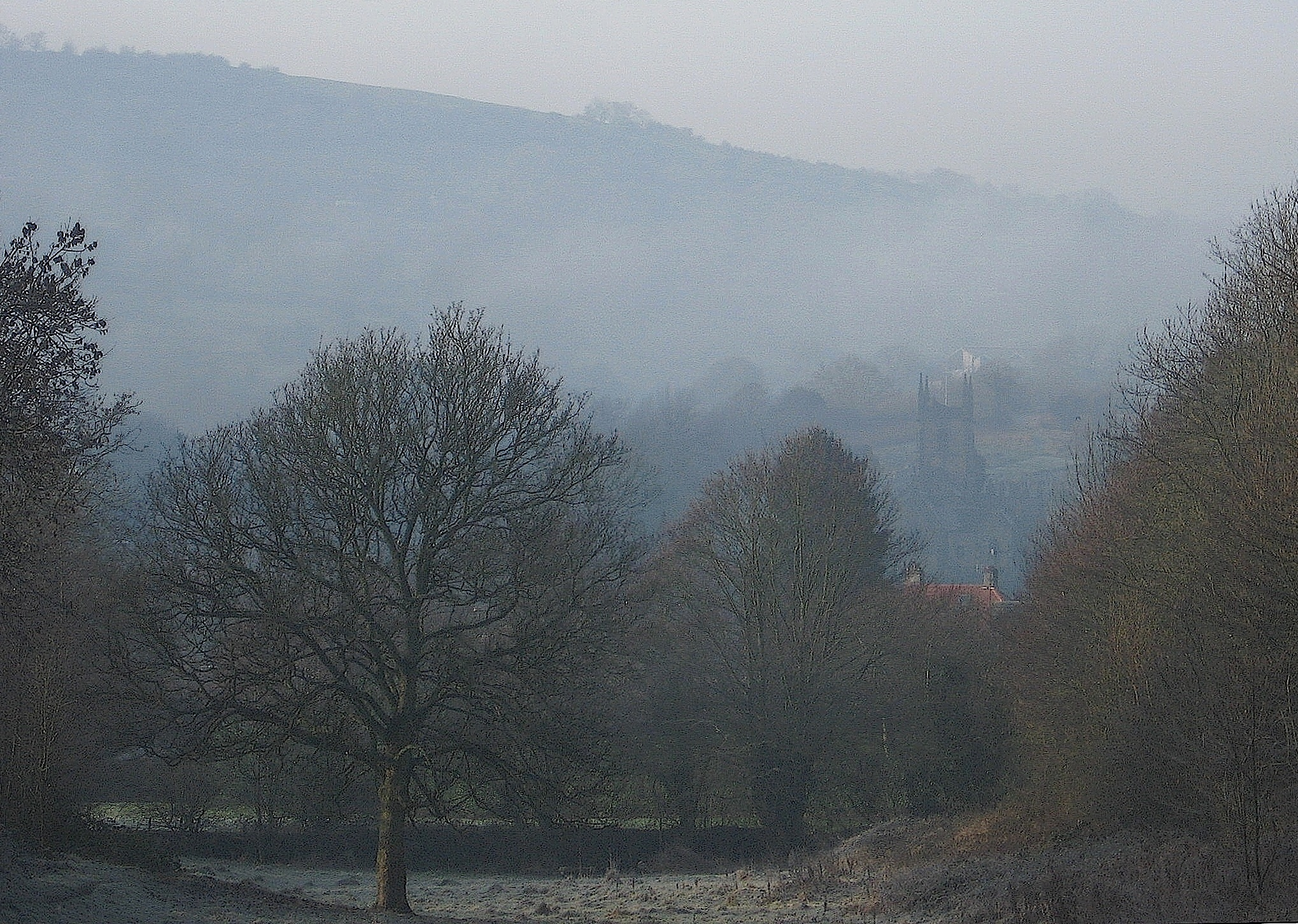
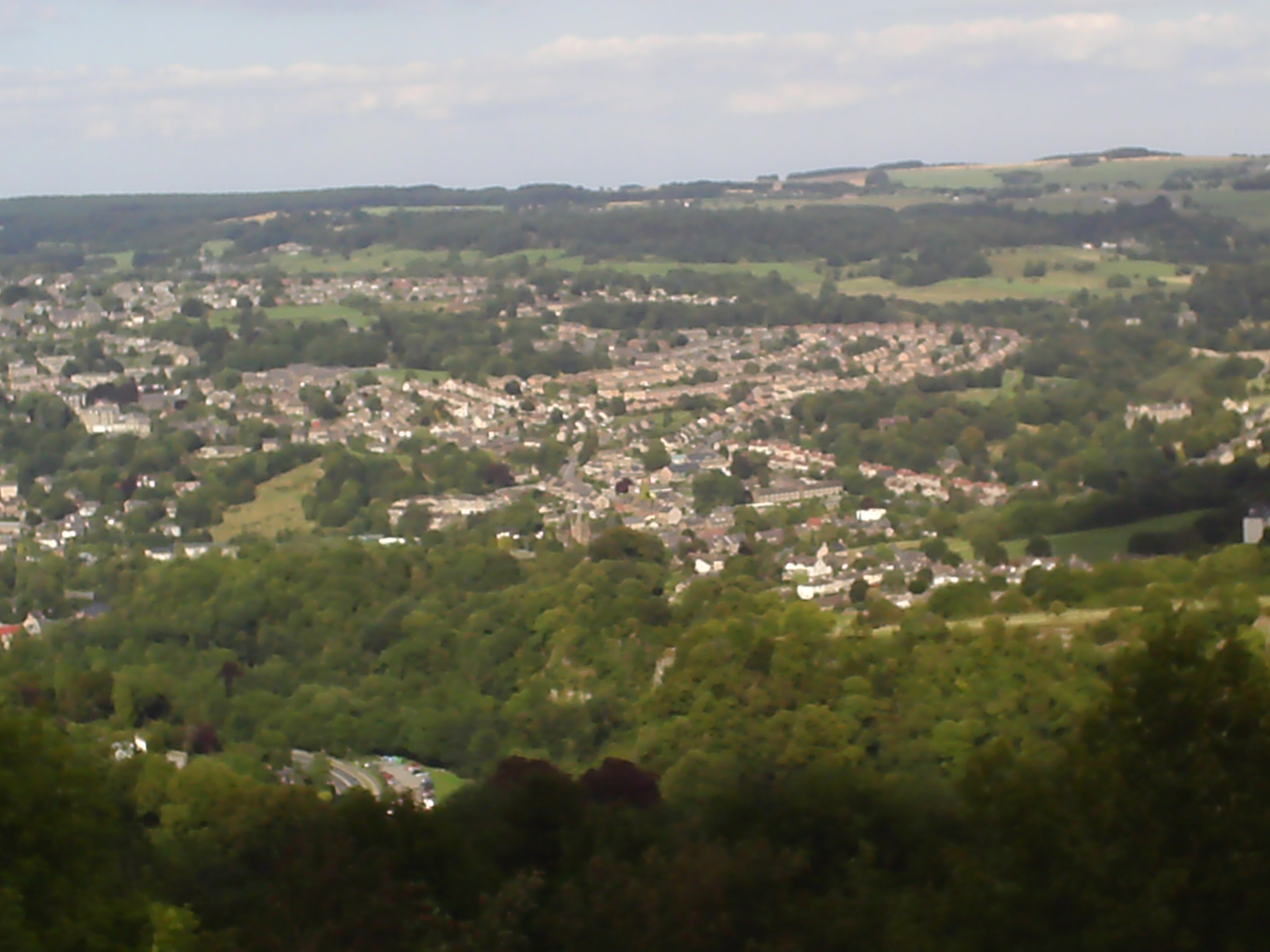
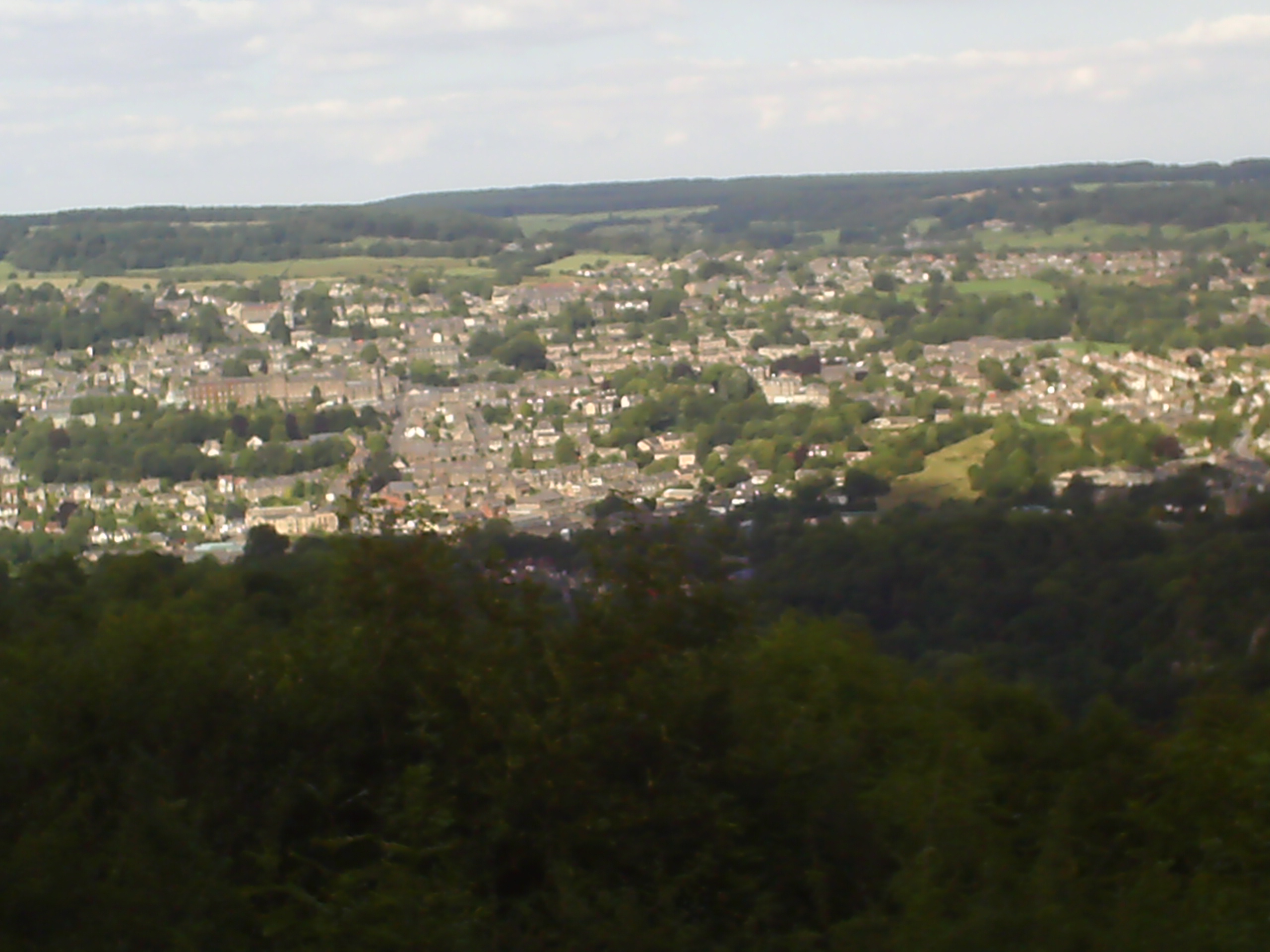
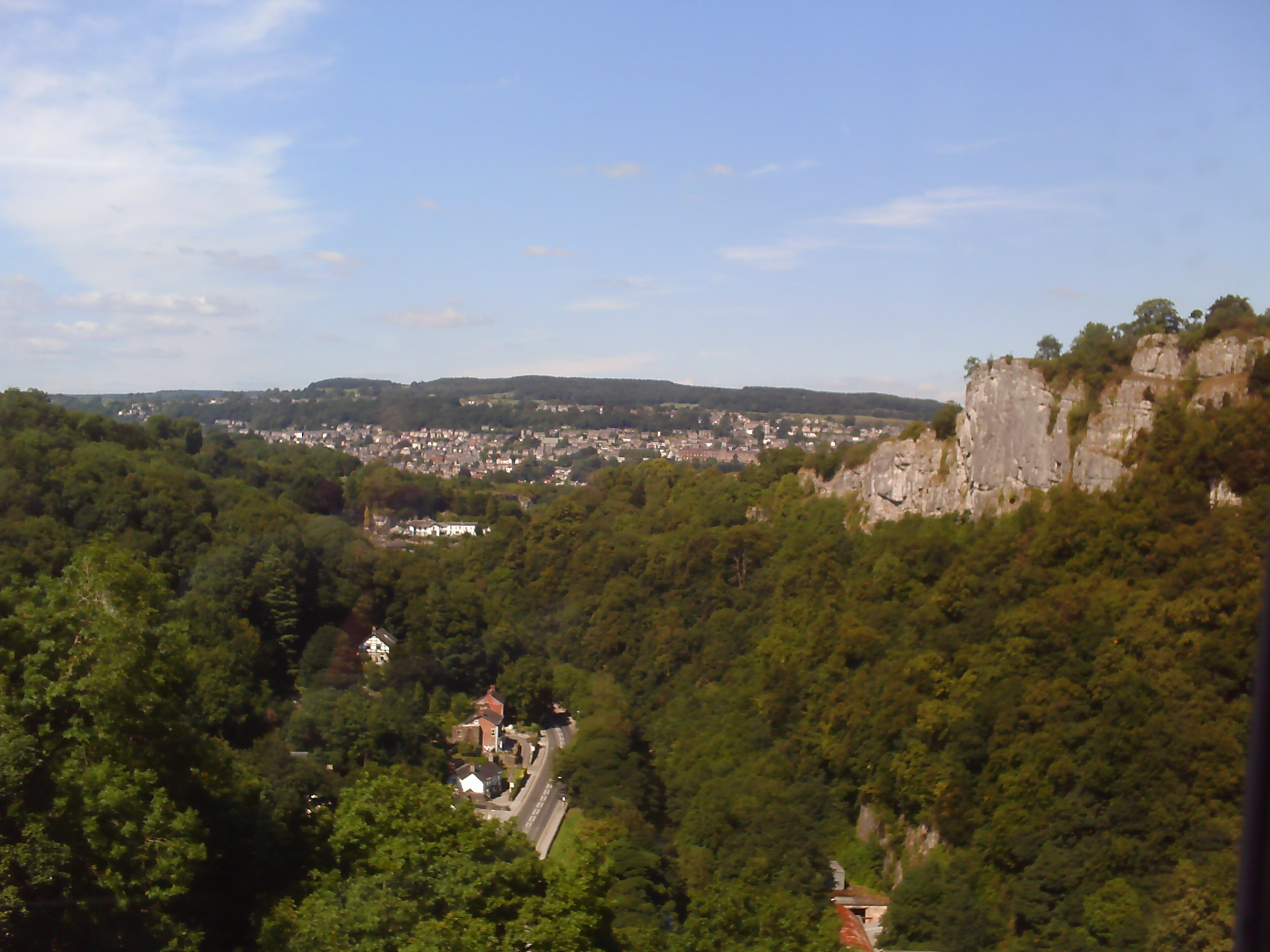